# Arrigo Cavallina
Arrigo Cavallina (Verona, 17 ottobre 1945) è un ex terrorista italiano.
Fu uno dei fondatori del gruppo eversivo Proletari Armati per il Comunismo, tra i cui attivisti figura anche Cesare Battisti, che conobbe Cavallina in carcere nel 1977 durante un periodo di detenzione per reati comuni.
Arrigo Cavallina in seguito si dissociò dal PAC, figurando fra i protagonisti della "dissociazione politica dal terrorismo". Arrestato nuovamente il 21 settembre 1979, scontò la pena carceraria inflittagli in seguito alle responsabilità derivanti dalle attività eversive (22 anni poi ridotti a 12 per indulto e buona condotta).
Scarcerato preventivamente per la sua "partecipazione all'opera rieducativa" e scaduti i termini di pena, Arrigo Cavallina  si è dedicato ad attività sociali e di volontariato. Dopo aver conosciuto il cardinale Carlo Maria Martini, arcivescovo di Milano, Cavallina si è convertito al cattolicesimo.
Ha descritto il suo percorso autobiografico nel libro La piccola tenda d'azzurro edito da Ares.